# گراتسکیرشن
گراتسکیرشن (به آلمانی: Geratskirchen) یک شهر در آلمان است که در بایرن واقع شده‌است.

## خصوصیات
گراتسکیرشن ۱۲٫۹۱ کیلومترمربع مساحت دارد ۴۴۱ متر بالاتر از سطح دریا واقع شده‌است.